# PRR GG1
La PRR GG1 es una clase de locomotora eléctrica construida para el Pensilvania Railroad para ser usada en el Noreste de Estados Unidos. Se construyeron un total de 140 GG1s por su diseñador, General Electric, y por el Altoona Works del Pennsylvania Railroad entre 1934 y 1943.
Puestas en servicio por el Pensilvania en 1935, las GG1 fueron operadas por sus compañías sucesoras (Penn Central, Conrail y Amtrak). La última GG1 fue retirada del servicio por el New Jersey Transit en 1983. Muchas de las GG1s fueron desguazadas, pero varias son preservadas por varios museos alrededor de los Estados Unidos.

## Información técnica
Una locomotora de la clase GG1 tiene 24,23 m de largo y pesa 215.000 kg. El chasis de la locomotora está formado por dos largueros tipo puentes, unidos entre sí mediante una articulación esférica. El cuerpo descansa sobre el chasis y estaba revestido de chapas de acero soldadas. Las dos cabinas están en el medio de la locomotora, para dar más seguridad a la tripulación en caso de colisión. Un pantógrafo montado en cada extremo del cuerpo de la locomotora era usado para recoger la corriente alterna de 11.000 voltios y 25 Hertz de la catenaria. Transformadores ubicados entre las dos cabinas reducían el voltaje de 11.000 voltios al voltaje usado por los motores de tracción y otros equipos eléctricos.

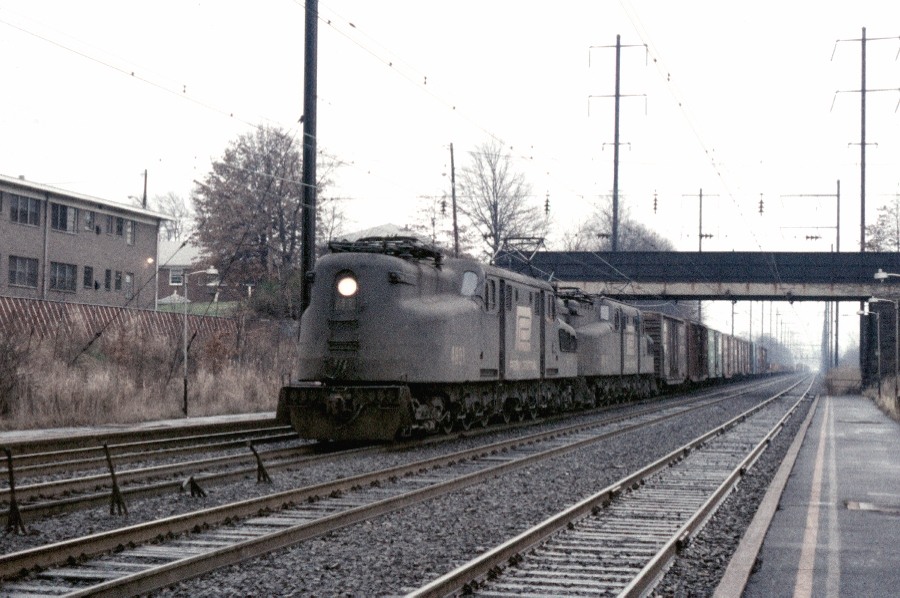
Las 4801 y 4800 del Penn Central arrastran un tren de carga a través de Elizabeth, New Jersey en diciembre de 1975.

Doce motores de tracción GEA-627-A1 de 385 hp (287 kW) impulsan las ruedas motrices, de 140 cm de diámetro, montadas en seis ejes usando ejes huecos. Cuatro ruedas de guía no motrices estaban montadas en cada extremo de la locomotora. Usando la notación Whyte para las locomotoras de vapor, cada chasis es una locomotora 4-6-0, el cual en la clasificación del Pennsylvania Railroad es un "G". La GG1 está compuesta por dos chasis iguales montados cola con cola, es decir 4-6-0+0-6-4. La clasificación AAR es 2-C+C-2, indicando que posee dos conjuntos de ruedas motrices acoplados uno con otro, con dos ejes no motrices en cada extremo. El diseño mecánico se basó principalmente en la New Haven EP3,  que había sido prestado anteriormente por el New Haven Railroad al Pennsylvania para compararlo con su actual estándar de locomotora eléctrica, la P5a.
El Pennsylvania contrató a Raymond Loewy para "mejorar la estética de la GG1". Loewy recomendó el uso de un cuerpo liso soldado en lugar del remachado, usado en el prototipo. Loewy también le agregó un esquema de pintura verde Brunswick con cinco líneas finas en color oro. El esquema fue cambiado a rojo Toscana en 1952 y las líneas finas fueron simplificadas en una sola, agregando en 1955 una gran dovela roja.

## Historia

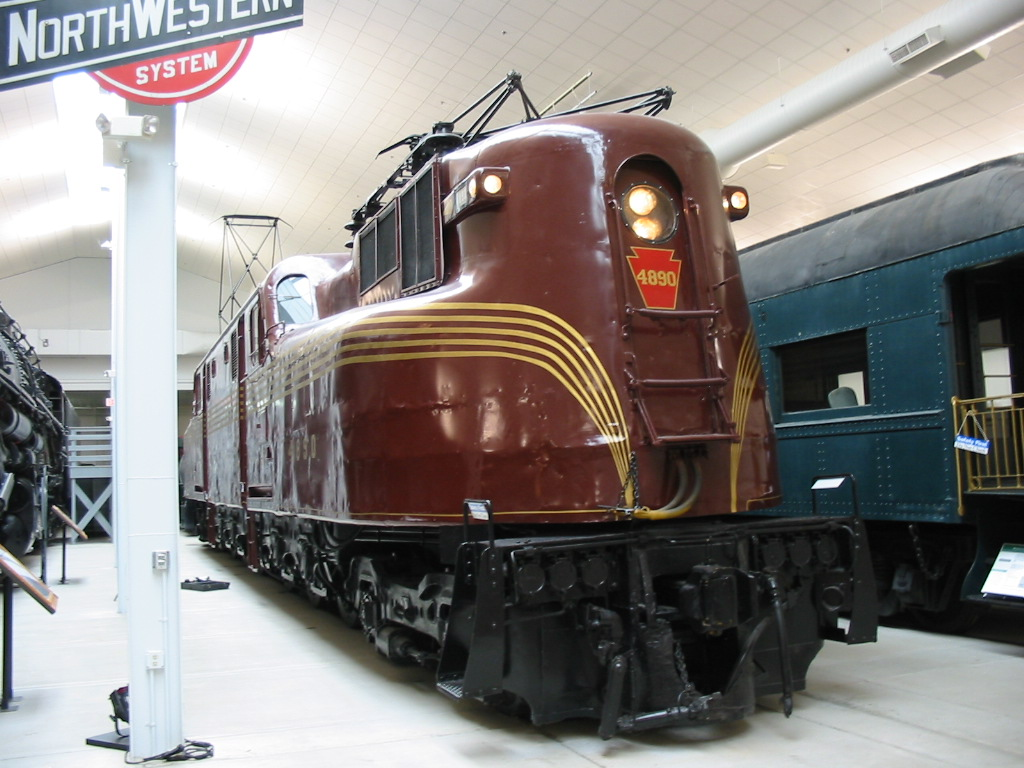
PRR GG-1 en el NRM, Green Bay.

El Ferrocarril de Pensilvania tenía motivos para creer que ocupaba una posición clave en la economía de EE. UU.. Encontró el modo de proclamarlo por delante y por detrás de estas magníficas locomotoras, que también destacaba la posición que el "Pensi" ocupaba en las operaciones de tráfico de viajeros. En 1934 la inminente conclusión de la electrificación entre Nueva York y Washington significaba una necesidad perentoria de locomotoras realmente potentes para trenes expresos de viajeros. Había dos modelos en competencia para el prototipo: la primera era una 2-Do-2 basada en la clase "P5A" con dispoisicón de ejes 2-Co-2 ya en uso. Para comparar, se tomó prestada del vecino "New York, New haven & Hartford", una locomotora articulada bastante sencilla, con aspecto de vagón cerrado y de configuración 2-Co-Co-2. Esta segunda máquina resultó mejor, pero antes se había construido un prototipo más de locomotora. La diferencia fundamental con la locomotora del Ferrocarril de New Haven era la carrocería aerodinámica que para los ejemplares de producción de la serie mejoró el célebre diseñador industrial Raymond Loewy. Entre 1935 y 1946, se fabricaron 139 de estas GG1 que hasta hace no mucho se utilizaron en los servicios de expresos de alta categoría.
Algunas de las GG1 fueron construidas en los talleres de Altoona, de la propia compañía PRR; otras por Baldwin Locomotive works o General Electric. El equipo eléctrico lo suministraron GE y Westinghouse. La filosofía en la que se basaba el diseño era la misma que animaba el ferrocarril: solidez, fiabilidad y, sobre todo, seguridad probada.
La disposición de los motores gemelos trifásicos, la forma de la transmisión y otros muchos sistemas eran los mismos que se utilizaban desde hacía 20 años en el New Haven. Una característica interesante era el sistema de señalización continua en cabina mediante el cual los circuitos codificados de la vía ofrecían información sobre el estado de la línea por delante, que aparecía en una señal miniatura dentro de la cabina de la GG1. Era algo muy meritorio en aquella época, dado que los rieles también transmitían la corriente de retorno.
Por entonces la fortuna le sonreía al "Pensi", porque los bajos niveles de circulación en los años de la depresión significaron que los trastornos físicos de la electrificación apenas tuvieron incidencia, mientras que su conclusión (se amplió hasta Harrisburg, Pensilvania, en 1939) coincidió con el inicio del mayor desarrollo del tráfico de viajeros jamás conocido, el de la Segunda Guerra Mundial. El punto culminante se alcanzó en la Nochebuena de 1944, cuando más de 174.000 viajeros de largo recorrido utilizaron la estación de Pensilvania en Nueva York. Coches antiguos y modernos se engancharon en inmensas composiciones que las GG1 no tuvieron problema en remolcar por rutas que llevaban a la mayoría de las ciudades de EE. UU., desde Florida hasta Illinois.
En términos numéricos, una GG1 con potencia nominal continua de 4.930 CV (3.680KW) podía desarrollar sin problemas 8.500 CV (6.340KW) durante un breve periodo. Esto era ideal para recuperarse rápidamente tras las paradas y comprobaciones. A este respecto una GG1 era el equivalente seguro y fiable de tres o cuatro unidades diésel 30 o 40 años más jóvenes.
Quizás cuanto menos se hable de la suerte del Pensilvania en la posguerra, mejor. Baste decir que el parque pasó entero a manos de los nuevos propietarios o a partes de él: Penn Central, Conrail, Amtrak y el departamento de Transportes de Nueva Jersey. La llegada de la clase "AEM7" de Amtrak puso fin al uso de las "GG1" en los trenes de línea principal.

### Incidentes
El 15 de enero de 1953,  a una GG1 número "4876" en cabeza del tren 173, el Federal, de Boston, Massachusetts a Washington D. C., le fallaron los frenos y se saltó la barrera del andén llegando al vestíbulo de la Union Station en Washington. El vestíbulo estaba hecho para personas, no para una GG1 y la locomotora cayó al sótano. Un suelo provisional se construyó sobre la locomotora y el agujero que se formó, para la inauguración del presidente Dwight D. Eisenhower. La 4876 fue en su momento desmantelada y retirada del sótano, para ser reconstruida en Altoona, antes de ser puesta nuevamente en servicio.